# William Zabka
William Michael Zabka (New York, 1965. október 20. –) amerikai színész, forgatókönyvíró, filmrendező és producer.
Legemlékezetesebb szerepe a Karate kölyök című 1984-es filmben és annak 1986-os folytatásában volt, mint a címszereplő riválisa és ellenlábasa, Johnny Lawrence. 2004-ben a Most című rövidfilmben társíróként és producerként vett részt, melyért Oscar-díjra jelölték. 
Zabka televíziós sorozatokban is több alkalommal feltűnik. Az 1980-as évek második felében a The Equalizer című sorozatban színészkedett. A 2010-es években az Így jártam anyátokkal című sorozatban visszatérő szereplőként önmagát alakította. A 2018-ban indult Cobra Kai című websorozatban – mely a Karate kölyök folytatása – főszerepben ismét Lawrence-ként láthatják a nézők.

## Családja és származása
New Yorkban született, édesanyja Nancy (leánykori nevén Heimert) Zabka üzletkötő, producer és produkciós asszisztens. Édesapja Stanley William Zabka rendező, író és zeneszerző, aki cseh felmenőkkel rendelkezik.

## Filmes pályafutása
Hírnevet első mozifilmjével, az 1984-ben bemutatott Karate kölyökkel szerzett. Ebben Johnny Lawrence-t, a Ralph Macchio által alakított címszereplő ellenfelét játszotta. A forgatás idején Zabka nem rendelkezett harcművészeti tudással (leszámítva a birkózást, melyet középiskolásként versenyszerűen űzött). A film hatására gyakorolni kezdte a tangszudo stílust és később megszerezte belőle a második zöld övfokozatot.
Az 1980-as évek során olyan vígjátékokban szerepelt még, mint a Micsoda pasi ez a lány! (1985), az Európai vakáció (1985) és a Vissza a suliba (1986). Mindhárom filmben a Johnny Lawrence-hez hasonló, erőszakos és a gyengébbek felett zsarnokoskodó rosszfiú szerepére válogatták be. Ez a negatív szerepkör az 1980-as évek során rá is „ragadt” a színészre. 1986-ban a Karate kölyök 2. című filmben is kisebb szerepet kapott. A The Equalizer című sorozatban 1986 és 1989 között a főszereplő fiát játszhatta el.
Az 1990-es és 2000-es években független filmekben szerepelt és a filmkészítés felé fordult. 2003-ban forgatókönyvíróként és producerként vett részt a Most című rövidfilm munkálataiban, melyet cseh és lengyel helyszíneken forgattak le. Az elsőként a Sundance Filmfesztiválon bemutatott rövidfilm számos díjat elnyert, 2004-ben Oscar-díjra is jelölték legjobb rövidfilm kategóriában.
2010-ben játszott a Vissza a jelenbe című vígjátékban. Az Így jártam anyátokkal című szituációs komédia nyolcadik évadjának A Tesó Mitzvó című részében Ralph Macchióval közösen vendégszereplőként tűnt fel és önmagát alakította. Zabka ezután a sorozat kilencedik évadjának néhány epizódjában is szerepelt.
2017 augusztusában jelentették be szerepeltetését a Karate kölyök alapján készült sorozatban. A Cobra Kai című websorozatban Macchióval együtt nem csak főszereplőként, de vezető producerként is kivette a részét. A sorozat 2018-ban debütált fizetős tartalomként a YouTube-on. A 34 évvel az eredeti film eseményei után játszódó sorozatban Johnny Lawrence a Cobra Kai dódzsó újranyitásával próbálja meg helyrehozni magánéleti és pénzügyi problémáit. Ezzel hamarosan újraéleszti rivalizálását az immár sikeres üzletember Daniel LaRussóval.

## Filmográfia

### Film
| Év   | Magyar cím                                              | Eredeti cím                          | Szerep                            | Magyar hang     |
| ---- | ------------------------------------------------------- | ------------------------------------ | --------------------------------- | --------------- |
| 1984 | Karate kölyök                                           | The Karate Kid                       | Johnny Lawrence                   | Bartucz Attila  |
| 1984 | Karate kölyök                                           | The Karate Kid                       | Johnny Lawrence                   | Király Attila   |
| 1984 | Karate kölyök                                           | The Karate Kid                       | Johnny Lawrence                   | Hamvas Dániel   |
| 1985 | Micsoda pasi ez a lány!                                 | Just One of the Guys                 | Greg Tolan                        |                 |
| 1985 | Európai vakáció                                         | National Lampoon's European Vacation | Jack                              | Bartucz Attila  |
| 1986 | Vissza a suliba                                         | Back to School                       | Chas Osborne                      | Tarján Péter    |
| 1986 | Vissza a suliba                                         | Back to School                       | Chas Osborne                      | Galambos Péter  |
| 1986 | Vissza a suliba                                         | Back to School                       | Chas Osborne                      | Tokaji Csaba    |
| 1986 | Karate kölyök 2.                                        | The Karate Kid Part II               | Johnny Lawrence                   | Hamvas Dániel   |
| 1988 |                                                         | A Tiger's Tale                       | Randy                             |                 |
| 1989 | Karate kölyök 3.                                        | The Karate Kid Part III              | Johnny Lawrence (archív felvétel) | Molnár Levente  |
| 1991 |                                                         | For Parents Only                     | Ted                               |                 |
| 1992 | Mindhalálig harcosok                                    | Shootfighter: Fight to the Death     | Ruben                             | Holl Nándor     |
| 1994 |                                                         | Unlawful Passage                     | Howie                             |                 |
| 1995 | Halálosztó harcos                                       | Shootfighter II                      | Ruben                             | Holl Nándor     |
| 1995 | Halálosztó harcos                                       | Shootfighter II                      | Ruben                             | Gergely Róbert  |
| 1995 | Az erő benned van                                       | The Power Within                     | Raymond Vonn                      | Boros Zoltán    |
| 1997 | Feszültségben                                           | High Voltage                         | Bulldog                           | Zágoni Zsolt    |
| 1999 | Betolakodók                                             | Interceptors                         | Dave                              | Markovics Tamás |
| 2000 |                                                         | Falcon Down                          | John a biztonsági őr              |                 |
| 2001 | A tűz markában                                          | Ablaze                               | Curt Peters                       |                 |
| 2001 | Élő fegyver                                             | Mindstorm                            | Rojack                            |                 |
| 2002 | Hurrikán zóna                                           | Gale Force                           | Rance                             | Betz István     |
| 2002 | Hajsza a felhők felett                                  | Hyper Sonic                          | The Executive                     |                 |
| 2002 | Mint a szélvész                                         | Landspeed                            | Bob Bailey                        |                 |
| 2002 | Rejtelmes mélység                                       | Dark Descent                         | Marty                             | Lippai László   |
| 2002 | Vérbeli hajsza 2. – Detonátor                           | Antibody                             | Otto Emmerick                     | Juhász György   |
| 2004 | Szobatársak – Addig nyújtózkodj, amíg az albérlőd tart! | Roomies                              | ravasz kereskedő                  |                 |
| 2007 | Besütizve                                               | Smiley Face                          | börtönőr                          |                 |
| 2007 |                                                         | Cake: A Wedding Story                | Sam                               |                 |
| 2007 |                                                         | Starting from Scratch                | Bill Bowman                       |                 |
| 2010 | Vissza a jelenbe                                        | Hot Tub Time Machine                 | Rick Steelman                     | Juhász Zoltán   |
| 2010 |                                                         | Mean Parents Suck                    | Ted Clement nyomozó               |                 |
| 2011 | A Kereszt – Ha eljön a vég                              | Cross                                | Griff                             |                 |
| 2014 | Ahol a remény terem                                     | Where Hope Grows                     | Milton Malcolm                    |                 |
| 2015 |                                                         | The Dog Who Saved Summer             | Johnny rendőr                     |                 |
| 2016 |                                                         | The Man in the Silo                  | Kevin                             |                 |
| 2025 |                                                         | The Cobra Kai Movie                  | önmaga                            |                 |
| 2025 | Karate kölyök – Legendák                                | Karate Kid: Legends                  | Johnny Lawrence                   | Simon Kornél    |

### Televízió
| Év        | Magyar cím               | Eredeti cím                             | Szerep                                                    | Megjegyzések                                                                                             |
| --------- | ------------------------ | --------------------------------------- | --------------------------------------------------------- | --- |
| 1983      |                          | The Greatest American Hero              | Clarence Mortner Jr.                                      | 1 epizód                                                                                                 |
| 1984      |                          | Gimme a Break!                          | Jeffery                                                   | 1 epizód                                                                                                 |
| 1984      |                          | CBS Schoolbreak Special                 | Rick Peterson                                             | 1 epizód                                                                                                 |
| 1985      | Vészhelyzet              | E/R                                     | Philly                                                    | 1 epizód                                                                                                 |
| 1985–1989 |                          | The Equalizer                           | Scott McCall                                              | 9 epizód                                                                                                 |
| 1986      |                          | Dreams of Gold: The Mel Fisher Story    | Kim Fisher                                                | tévéfilm                                                                                                 |
| 1989      |                          | Protect and Surf                        | Russell Cooper                                            | tévéfilm                                                                                                 |
| 1996      |                          | To the Ends of Time                     | Alexander                                                 | tévéfilm                                                                                                 |
| 2000      | Piton                    | Python                                  | Greg Larsen                                               | - tévéfilm - magyar hangja: - Németh Kristóf                                                             |
| 2001      | Végzetes erő             | Epoch                                   | Joe                                                       | tévéfilm                                                                                                 |
| 2002      | Piton 2.                 | Python II                               | Greg Larsen                                               | tévéfilm                                                                                                 |
| 2013      | Robotcsirke              | Robot Chicken                           | Johnny Lawrence / Steven Shay ezredes / Werewolf (hangja) | vendégszereplő (1 epizód)                                                                                |
| 2013–2014 | Így jártam anyátokkal    | How I Met Your Mother                   | bohóc / önmaga                                            | - vendégszereplő (8. évad) - visszatérő szereplő (9. évad)                                               |
| 2014      | Psych – Dilis detektívek | Psych                                   | Bagg edző                                                 | vendégszereplő (1 epizód)                                                                                |
| 2015      |                          | Gortimer Gibbon's Life on Normal Street | Jeff szenszej                                             | vendégszereplő (1 epizód)                                                                                |
| 2018–2025 | Cobra Kai                | Cobra Kai                               | Johnny Lawrence                                           | - főszereplő és vezető producer - magyar hangja: - Simon Kornél (felnőttként) - Hamvas Dániel (fiatalon) |

### Egyéb művek
| Év   | Eredeti cím                | Megjegyzések                              |
| ---- | -------------------------- | ----------------------------------------- |
| 2003 | Most                       | - rövidfilm - forgatókönyvíró és producer |
| 2010 | Mzungu (n.) White-Wanderer | - dokumentumfilm - társproducer           |
| 2014 | Never a Neverland          | - dokumentumfilm - vezető producer        |

## Díjak és jelölések
| Év   | Díj                | Kategória                                                                              | Jelölt mű                            | Eredmény |
| ---- | ------------------ | -------------------------------------------------------------------------------------- | ------------------------------------ | -------- |
| 1985 | Young Artist Award | Legjobb fiatal férfi mellékszereplő (filmmusical, vígjáték, kalandfilm vagy filmdráma) | Karate kölyök                        | Jelölve  |
| 2004 | Oscar-díj          | Legjobb rövidfilm                                                                      | Most (Bobby Garabediannal megosztva) | Jelölve  |

## Fordítás
- Ez a szócikk részben vagy egészben  a   William Zabka című angol Wikipédia-szócikk fordításán alapul.  Az eredeti cikk szerkesztőit annak laptörténete sorolja fel. Ez a jelzés csupán a megfogalmazás eredetét és a szerzői jogokat jelzi, nem szolgál a cikkben szereplő információk forrásmegjelöléseként.